# ノイジードル湖線
ノイジードル湖線（ノイジードルこせん、ドイツ語;Neusiedler Seebahn、ハンガリー語;Fertővidéki Helyiérdekű Vasút）は、ジェール・ショプロン・エーベンフルト鉄道の鉄道線の名称である。

## 概要
オーストリアからハンガリーに跨る、ノイジードル湖東岸のローカル路線。

## 運行形態[1]

### 快速「レギオナル・エクスプレス(REX)」
各駅に停車する。大多数がアイゼンシュタット方面の車両と併結し、700号線のウィーン方面に直通する。
- ラートツーク・ノイジードラー・ゼー号：　ノイジードル - フェルテーセントミクローシュ - ショプロン　【春・夏の土曜・休日運行】
季節限定で、一日2往復の運行。セントミクローシュ以南は8号線に直通する。南行に限りゴルスを通過する。
2024年度に運行を開始した。

- REX64系統：　ヴィーン - ノイジードル - パムハゲン ( - フェルテーセントミクローシュ )
1時間に1本の運行。平日の午前中を除き、半数がフェルテーセントミクローシュまで直通する。
過去の運行形態
2019年以前は、平日1-2時間に1本、休日2時間に1本の運行であったが、一日4-7往復（休日は1-1.5往復）を除き普通列車として運行していた。フェルテーセントミクローシュ発着は平日1.5往復、休日は北行片道1本のみであった。
2020年度に、全ての列車が快速に格上げされた。フェルテーセントミクローシュ発着は平日5往復、休日3往復となった。
2022年度に、平日・休日とも毎時1本の運行となった。8月1日以降は、フェルテーセントミクローシュ発着も増発され、平日の午前中を除き2時間に1本の運行となった。[2]

### 過去の運行種別
- 普通「レギオナルツーク(R)」
  - パムハゲン - バト・ノイジードル・アム・ゼー　【平日運行、夏季を除く】
2020年以前、一日1往復のみ運行していた。夏季は運休し、ほぼ同一ダイヤでウィーン発着の快速が運行していた。各駅停車。
  - パムハゲン - フェルテーセントミクローシュ
2019年以前、平日一日3.5往復、休日1.5往復運行していた。各駅停車。

## 駅一覧
以下では、731号線の駅と営業キロ、停車列車、接続路線などを一覧表で示す。
- 種別
  - REX：快速「レギオナル・エクスプレス」
- 停車駅
  - ■印：全列車停車
  - ●印：一部通過
  - ○印：一部停車
  - ｜印：全列車通過

| 路線番号 | 駅名                                   | 駅間営業キロ | 累計営業キロ            | 累計営業キロ           | REX | 接続路線                                            | 所在地                           | 所在地                     |
| -------- | -------------------------------------- | ------------ | ----------------------- | ---------------------- | --- | --------------------------------------------------- | -------------------------------- | -------------------------- |
| 9        | フェルテーセントミクローシュ駅         | -            | ツェルデメルクから 53.4 | 聖ミクローシュから 0.0 | ■   | 8号線（ブダペスト方面、ショプロン方面）             | ジェール・モション・ショプロン県 | ショプロン郡               |
| 9        | フェルテーセープラク・フェルテード駅   | 2.5          | 55.9                    | 2.5                    | ■   |                                                     | ジェール・モション・ショプロン県 | ショプロン郡               |
| 731      | パムハゲン駅                           | 10.6         | 66.5                    | 13.1                   | ■   |                                                     | ブルゲンラント州                 | ノイジードル・アム・ゼー郡 |
| 731      | ヴァラーン・イム・ブルゲンラント駅     | 4.5          | 71.0                    | 17.6                   | ■   |                                                     | ブルゲンラント州                 | ノイジードル・アム・ゼー郡 |
| 731      | ザンクト・アンドレ・アム・ツィクゼー駅 | 4.9          | 75.9                    | 22.5                   | ■   |                                                     | ブルゲンラント州                 | ノイジードル・アム・ゼー郡 |
| 731      | フラウエンキルヒェン駅                 | 6.5          | 82.4                    | 29.0                   | ■   |                                                     | ブルゲンラント州                 | ノイジードル・アム・ゼー郡 |
| 731      | メンヒホフ・ハルプトゥアン駅           | 4.8          | 87.2                    | 33.8                   | ■   |                                                     | ブルゲンラント州                 | ノイジードル・アム・ゼー郡 |
| 731      | ゴルス駅                               | 4.0          | 91.2                    | 37.8                   | ■   |                                                     | ブルゲンラント州                 | ノイジードル・アム・ゼー郡 |
| 731      | ヴァイデン・アム・ゼー駅               | 5.0          | 96.2                    | 42.8                   | ■   |                                                     | ブルゲンラント州                 | ノイジードル・アム・ゼー郡 |
| 731      | バト・ノイジードル・アム・ゼー駅       | 2.4          | 98.6                    | 45.2                   | ■   |                                                     | ブルゲンラント州                 | ノイジードル・アム・ゼー郡 |
| 731      | ノイジードル・アム・ゼー駅             | 4.0          | 102.6                   | 49.2                   | ■   | 730号線（ヴルカプロダースドルフ方面、ウィーン方面） | ブルゲンラント州                 | ノイジードル・アム・ゼー郡 |